# Tabăra, Orhei
Tabăra este un sat din cadrul comunei Vatici din raionul Orhei, Republica Moldova.
În preajma satului este amplasată rezervația peisagistică Țigănești.

## Vezi și
- Mănăstirea Tabăra